# 86279 Брюсгері
86279 Брюсгері (86279 Brucegary) — астероїд головного поясу, відкритий 17 жовтня 1999 року.
Тіссеранів параметр щодо Юпітера — 3,822.